# Dorutay (Pertek)
Dorutay ist ein Dorf (Köy) im Landkreis Pertek der türkischen Provinz Tunceli. Im Jahr 2011 lebten in Dorutay 267 Menschen.